# Antonio María Seixas Bieyra
Antonio María Seixas Bieyra (Tui, 30 de setembre de 1767 - ?) fou un hisendista i polític gallec, ministre d'hisenda durant la minoria d'edat d'Isabel II d'Espanya

## Biografia
El 1785 va ingressar a l'administració fiscal espanyola com a escrivà a la Comandància General del Resguard. El 1792 ascendí dins l'administració fiscal a Tinent Visitador Honorari i el 1793 va exercir com a Oficial Agregat a Logronyo. El 1797 el nomenaren Caporal de la Ronda Montada a Tui, el 1799 fou nomenat Cap de Resguard a Màlaga i el 1801 exercí com a Oficial de Comptabilitat a la mateixa ciutat.
No se'l coneix cap participació activa en la política del regnat de Ferran VII d'Espanya. El 1816 apareix el seu nom com a Comptador de Rendes Provincials a Santiago de Compostel·la i el 1817 com a Administrador Provincial a Sòria. Després faria de Visitador de Duanes, primer a Barcelona (1818) i després a Cadis (1819). Tampoc es mostra actiu durant el trienni liberal, només que el 1824 figurava com a Intendent de Províncies i vocal de la junta d'aranzels.
El 7 d'octubre de 1837 fou nomenat Ministre d'Hisenda en el primer govern de Baldomero Espartero, càrrec que va continuar durant el govern d'Eusebio de Bardaxí y de Azara. El 16 de desembre de 1837 va dimitir i deixà el càrrec al jove Alejandro Mon y Menéndez.